# 李炳瑞
李炳瑞（1904年—1956年1月25日） 。廣東省台山縣人。民國37年（1948年）在僑居國外國民第二區〔加拿大〕當選第一屆立法委員

## 生平[1]
- 加拿大麥基路大學學士
- 美國華盛頓大學研究院研究員
- 北平《英文導報》總編輯
- 上海英文《民族週刊》總編輯
- 國立中山大學教授
- 外交部簡任秘書、駐美大使館一等秘書、駐加拿大公使館二等秘書、駐加拿大大使館一等秘書
- 中央宣傳部國際科長
- 國際貨幣基金會特別專員
- 行政院新聞處駐華盛頓辦事處主任
- 行政院僑務委員會顧問
- 中國國民黨中央監察委員
- 民國45年1月25日病逝[2]

英文著作有：（一）中國關稅自主；（二）兩年來中日不宣而戰；（三）新廣州市等書